# Монтжуик

Монтжуик (на каталонски: Montjuïc, [ˈmon̪ʒuˈik]) е хълм в Барселона (Испания), с височина 173 m над морското равнище, в който се намира едноименен квартал, в района Сантс-Монтжуик. Днес е превърнат в градски парк и в него са разположени редица спортни и културни обекти.

## Етимология
Думата произлиза от испанското „Monte de los judíos“, което означава Хълм на евреите.
Друго възможно обяснение е да произлиза от латинското Mons Iovis, Хълм на Юпитер, споменат от Помпоний Мела в труда му Corografia.

## Описание
Хълмът е сравнително широк с относително заравнен връх и е разположен над пристанището, на югозапад от градския център. Източната му страна е почти отвесна скала, доминираща над пристанището. На върха през годините са разполагани фортификации, като последната от тях, Кастел де Монтжуик, стои и до днес, превърната в туристически обект.

## История
Намерени са останки от иберийско селище, датирано между 3 век пр.н.е. и 2 век пр.н.е.
Хълмът има стратегическо значение като място, доминиращо над града и затова още от античността на върха му има крепост. Сегашната крепост Кастел де Монтжуик е построена през 1751 г. (архитект Juan Martín Cermeño), и по време на Полуостровната война е окупирана от французите.
Служи както за защита на града, така и за поставянето му под контрол, заедно с крепостта Ciudadela на другия край на Барселона. През декември 1842 г. войските на генерал Еспартеро обстрелват града с оръдия от крепостта по време на неговото регентство; а генерал Жуан Прим повтаря бомбардировката между септември и ноември 1843 г., за да потуши народните бунтове.
На хълма има останки на еврейско гробище, датиращо от средновековието, когато тук е бил еврейският квартал. Първите сведения за него датират от 1091 г., когато граф Раймонд Беренгер III реституира лозя, разположени на Montjuich (Еврейският хълм), които граничели на изток с древен некропол. При строежа на защитни съоръжения през 1898 г. са направени археологически проучвания, които установяват, че еврейските гробища се простират от двете страни на пътя към крепостта. Последващи разкопки през 1945 и 2001 г. документират част от некропола с над 700 гроба. Намерени са 74 епиграфски находки. Според някои оценки гробището е най-значителното и представителното за средновековната еврейска общност в Каталония и вероятно в западното Средиземноморие. В днешно време на хълма се намира централното гробище на Барселона, създадено в края на 19 век, в което са погребани много видни жители на града.
Крепостта е служила през годините и за затвор, често за политически затворници, включително и като място за екзекуции. През 1897 г. след един терористичен акт се провеждат т.нар. Процеси от Монтжуик, завършили с осъждането на смърт или дълги години затвор на видни анархисти, последвани от силни репресии спрямо работническото движение. По време на Испанската гражданска война тук са затваряни и екзекутирани както републиканци, така и монархисти, в зависимост от това кой е владеел крепостта. Тук е разстрелян и каталонският национален лидер Луис Компанис през 1940 г.
През 1929 г. тук са разположени павилионите на Световното изложение, а през 1992 г. на Монтжуик са голяма част от съоръженията на лятната Олимпиада като Олимпийския стадион и комплексът Палау Сант Жорди.